# Катанец, Сречко
Сре́чко Ката́нец (словен. Srečko Katanec; род. 16 июля 1963, Любляна) — югославский и словенский футболист и тренер. Чемпион Италии и обладатель Кубка обладателей кубков в составе «Сампдории».

## Карьера

### Карьера футболиста
Начинал карьеру в клубе «Любляна». С 1981 по 1988 год выступал в югославских клубах «Олимпия», загребское «Динамо» и «Партизан». В 1988 году перешёл в западногерманский «Штутгарт» где провёл один сезон, где стал финалистом Кубка УЕФА. После окончания сезона уехал в Италию, в «Сампдорию». С итальянским клубом выиграл почти все свои титулы: чемпионат, Кубок и Суперкубок. Также стал победителем Кубка обладателей кубков в сезоне 1989/1990. В сезоне 1991/92 был финалистом последнего розыгрыша Кубка чемпионов, где его команда проиграла «Барселоне» в дополнительное время 0:1.
Со сборной Югославии в 1984 году стал бронзовым призёром Олимпиады в Лос-Анджелесе.

### Тренерская карьера

#### Сборная Словении (до 21)
С 1996 по 1997 год был помощником тренера Драго Костаньшека в сборной Словении до 21 года.

#### «Горица» (Нова-Горица)
В декабре 1997 года стал главным тренером Горицы, подписав контракт на два с половиной года.

#### Сборная Словении
В июле 1998 года был объявлен главным тренером сборной Словении.
Со Словенией прошёл квалификацию на чемпионат Европы 2000 года после того, как выбил Украину в плей-офф, что стало первым выходом страны на крупный турнир. На турнире Словения сыграла вничью с Югославией и Норвегией, но проиграла Испании и не вышла из группы.
Сборной Словении также удалось пройти квалификацию на чемпионат мира по футболу 2002 года, где они проиграли все три матча в группе Испании, Южной Африке и Парагваю.
После чемпионата мира на пресс-конференции в Любляне Катанец принял решение уйти в отставку. Причиной неудачи сборной он назвал ужасное физическое состояние игроков, особенно тех, кто в своих клубах не был игроком основного состава. В то же время Катанец упрекнул прессу в том, что она требовала от словенской сборной «абсолютно нереалистичные цели». Сборная под его руководством провела 47 матчей (18 побед, 16 ничьих, 13 поражений).

#### «Олимпиакос» (Пирей)
2 ноября 2002 года стал главным тренером греческого «Олимпиакоса». Под руководством Катанеца «Олимпиакос» играл хуже, чем ожидалось, и 7 февраля 2003 года клуб расторг с ним контракт.
В 2004 году был кандидатом на должность главного тренера сборной Хорватии, однако вместо него был выбран Златко Кранчар.

#### Сборная Македонии
17 февраля 2006 года был назначен главным тренером сборной Македонии на отборочные матчи Евро-2008. После смешанного набора результатов в отборочной кампании к чемпионату мира по футболу 2010 года, включая победу 1:0 над Шотландией и поражение 0:4 от Нидерландов, Катанец подал в отставку с должности 6 апреля 2009 года.

#### Сборная ОАЭ
23 июня 2009 года был представлен в качестве нового главного тренера национальной сборной Объединённых Арабских Эмиратов. Был уволен 6 сентября 2011 года после двух поражений подряд в третьем раунде отборочных матчей чемпионата мира по футболу 2014 года.

#### Сборная Словении
31 декабря 2012 года принял предложение Футбольной ассоциации Словении стать главным тренером во второй раз и был официально назначен 4 января 2013 года. Он ушёл в отставку в октябре 2017 года после того, как не прошёл отбор на чемпионат мира по футболу 2018.

#### Сборная Ирака
4 сентября 2018 года был назначен главным тренером сборной Ирака по трёхлетнему контракту. Его первым крупным соревнованием был Кубок Азии 2019 года, где сборная Ирака дошла до 1/8 финала, проиграв будущим чемпионам из Катара 0:1.
Под его руководством Ирак также добился заметной победы со счётом 2: 1 над соседним Ираном в отборочных матчах чемпионата мира 2022 года. Впоследствии Ирак вышел в третий раунд отборочных матчей. Но из-за конфликта с федерацией (невыплаченная зарплата в течение шести месяцев) Катанец ушёл с должности тренера в июле 2021 года.

#### Сборная Узбекистана
В августе 2021 года стал главным тренером сборной Узбекистана. Контракт рассчитан до 2025 года. 22 января 2025 года АФУ объявила о досрочном расторжении контракта с ним по обоюдному согласию сторон, причиной этому послужило ухудшение состояния здоровья Катанеца в последние месяцы.

## Достижения
«Партизан»
- Чемпион Югославии: 1986/87

«Сампдория»
- Чемпион Италии: 1990/91
- Обладатель Кубка Италии: 1993/94
- Обладатель Суперкубка Италии: 1991
- Обладатель Кубка обладателей кубков: 1989/90

Личные
- Орден «Дустлик» (6 июня 2025 года, Узбекистан) — за большой вклад в развитие и широкую популяризацию спорта в нашей стране, утверждение здорового образа жизни в обществе, проявленные истинное мужество и стойкость, образец высокого профессионализма и целеустремленности в отборочных турнирах среди сильнейших команд Азии по футболу и впервые в истории нашей Родины завоевание путёвки на чемпионат мира, ставшее большой победой, активное участие в деле приумножения славы Нового Узбекистана в мировом масштабе, воспитания молодого поколения в духе любви к Родине, национальной гордости и патриотизма[10]